# Паспорт громадянина Румунії
Паспорт громадянина Румунії (рум. pașaport românesc) — документ, що видається громадянам Румунії для здійснення поїздок за кордон. Крім того, що паспорт дає змогу пред'явнику подорожувати по всьому світу та слугує ознакою румунського громадянства, паспорт полегшує процес надання допомоги румунським консульським посадовим особам за кордоном або іншими державами-членами Європейського Союзу у випадку відсутності.
Кожен громадянин Румунії також є громадянином Європейського Союзу. Паспорт разом з національним посвідченням дозволяє вільно володіти правами на пересування та проживання в будь-якій з держав Європейського Союзу, Європейського економічного простору та Швейцарії.

## Типи паспортів
Типи паспортів:
- Дипломатичний

- Бізнес

- Простий (біометричний): дійсний на 5 років (3 роки для неповнолітніх до 12 років)

- Простий (тимчасовий): дійсний протягом 1 року, виданий як екстрений проїзний документ

Румунія розпочала випуск свого біометричного паспорта 31 грудня 2008 року.

## Зовнішній вигляд
Звичайні румунські паспорти ЄС мають бордовий червоний колір, з гербом Румунії — в центрі передньої обкладинки. Слова Європейський Союз, Румунія та Паспорт вписані вище і нижче герба (румунською мовою). Інформаційна сторінка, в якій ідентифікується носій та орган, що видав, розміщена на першій сторінці. На останній сторінці носій заповнює інформацію про контактну особу (осіб) у випадку надзвичайного стану. На третьому покритті (внутрішній задній обкладинці) є інструкції для носія, як користуватися та як не використовувати паспорт.

## Візові вимоги для громадян Румунії
Станом на 2017 рік громадяни Румунії мають можливість відвідувати без візи в цілому 143 держав і територій. Згідно з Індексом обмежень візового режиму, паспорт став 14-м у світі.